# Samuel A. Ward

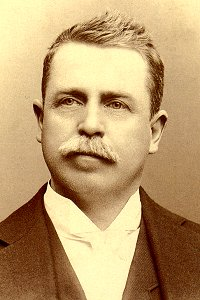
Samuel Augustus Ward

Samuel Augustus Ward (* 28. Dezember 1847 in Newark, New Jersey; † 28. September 1903 ebenda) war ein amerikanischer Organist und Komponist.

## Leben
Ward studierte Musik in New York City. Ab 1880 bekleidete er die Stelle des Organisten an der Episkopalkirche in Newark. Als Komponist wurde er durch seine 1882 geschriebene Melodie zu dem Lied „America the Beautiful“ bekannt. Er hatte die Melodie unter dem Namen „Materna“ auf der Fähre von Coney Island nach Newark komponiert. Der Text stammt aus einem Gedicht von Katharine Lee Bates aus dem Jahr 1893. Das Lied gilt heute neben „God Bless America“ als inoffizielle Nationalhymne. Ward starb 1903 in seinem Geburtsort und erlebte die Veröffentlichung des Liedes selbst nicht mehr. Er ist auf dem Mount Pleasant Cemetery in Newark begraben.

## Auszeichnungen
Ward wurde 1970 in die Songwriters Hall of Fame aufgenommen.